# Narcetes lloydi
Narcetes lloydi är en fiskart som beskrevs av Fowler, 1934. Narcetes lloydi ingår i släktet Narcetes och familjen Alepocephalidae. Inga underarter finns listade i Catalogue of Life.